# Malia (Cipro)
Malia (in greco Μαλιά?) è una comunità (in greco κοινότητα?, koinótita) di 64 abitanti nel distretto di Limassol, Cipro.